# Northeast Arkansas League
Il nome Northeast Arkansas League fu usato da due leghe minori del baseball USA. La prima di queste fu fondata nel 1909 e continuò fino al 1911. La seconda versione operò dal 1936 al 1941.

## 1909
Le squadre di Jonesboro e Newport lasciarono l'Arkansas State League e fondarono la lega.  Furono aggiunte nuove franchigie a Marianna e Paragould.
| Squadra               | Affiliazione | Record |
| Jonesboro Zebras      |              | 30-23  |
| Newport Pearl Diggers |              | 29-25  |
| Marianna Brickeys     |              | 24-29  |
| Paragould Scouts      |              | 24-30  |

## 1910
Le squadre di Marianna e Newport fallirono ma se ne aggiunsero di nuove a Blytheville e Caruthersville.
| Caruthersville   |  | 68-48 (vincitore della prima metà)   |
| Paragould Scouts |  | 65-46 (vincitore della seconda metà) |
| Jonesboro Zebras |  | 53-55                                |
| Blytheville      |  | 38-75                                |

## 1911
Caruthersville fallisce e viene aggiunta una squadra di Helena.
| Helena           |  | 37-29 |
| Blytheville      |  | 31-30 |
| Paragould Scouts |  | 28-32 |
| Jonesboro Zebras |  | 28-33 |

A fine stagione tutta la lega fallisce e termina di operare.

## 1936
La lega viene formata con nuove formazioni a Batesville, Jonesboro, Newport, Osceola, Paragould, e West Plains. La squadra di West Plains si sposta a Caruthersville già l'11 giugno. Il suo record era in quel momento 18-10 e dopo il trasloco fu 33-38.
| Squadra                                   | Affiliazione        | Record |
| Newport Cardinals                         | St. Louis Cardinals | 67-30  |
| Osceola Indians                           |                     | 58-37  |
| Jonesboro Giants                          |                     | 50-46  |
| West Plains Badgers/Caruthersville Pilots |                     | 51-48  |
| Batesville White Sox                      |                     | 34-64  |
| Paragould Rebels                          |                     | 31-66  |

## 1937
Il campionato perde Bartlesville e acquista una formazione a Blytheville.
| Blytheville Giants    | New York Giants     | 62-45 (vincitore di entrambe le fasi) |
| Caruthersville Pilots | St. Louis Cardinals | 59-47                                 |
| Jonesboro Giants      |                     | 56-53                                 |
| Newport Cardinals     | St. Louis Cardinals | 53-55                                 |
| Osceola Indians       | St. Louis Browns    | 49-60                                 |
| Paragould Rebels      |                     | 44-63                                 |

## 1938
Lascia Osceola e torna Batesville.
| Blytheville Giants    | New York Giants     | 70-35 |
| Caruthersville Pilots | St. Louis Cardinals | 62-42 |
| Newport Cardinals     |                     | 61-46 |
| Paragould Rebels      |                     | 52-56 |
| Batesville White Sox  | Chicago White Sox   | 47-62 |
| Jonesboro Giants      |                     | 28-79 |

## 1939
Falliscono le squadre di Batesville e Blytheville.
| Caruthersville Pilots | St. Louis Cardinals | 79-39 |
| Paragould Broncos     | St. Louis Browns    | 63-57 |
| Newport Tigers        | Detroit Tigers      | 61-60 |
| Jonesboro White Sox   | Chicago White Sox   | 38-85 |

Caruthersville vince entrambe la fasi della stagione, perciò non vengono disputati i playoff.

## 1940
Caruthersville si trasferisce a Batesville il 7 luglio.
| Paragould Browns                         | St. Louis Browns  | 73-48 |
| Jonesboro White Sox                      | Chicago White Sox | 67-54 |
| Newport Dodgers                          | Brooklyn Dodgers  | 56-68 |
| Caruthersville Pilots/ Batesville Pilots |                   | 47-73 |

## 1941
| Newport Dodgers     | Brooklyn Dodgers    | 71-46 |
| Batesville Pilots   | St. Louis Cardinals | 65-56 |
| Jonesboro White Sox | Chicago White Sox   | 53-61 |
| Paragould Browns    | St. Louis Browns    | 48-69 |

A fine anno la lega e tutte le squadre si sciolsero.